# Evropská liga UEFA 2010/2011
Sezóna 2010/11 Evropské ligy byla 2. ročníkem klubové soutěže pro evropské fotbalové týmy, která od 2009 roku nahradila dřívější Pohár UEFA. Obhájcem titulu byl španělský klub Atlético Madrid. Finálový zápas se odehrál 18. května 2011 na stadionu Aviva Stadium v Dublinu.

## Účastníci
Tohoto ročníku se účastnilo 194 týmů z 53 členských zemí UEFA. Účastnická místa byla přidělená na základě ligových koeficientů UEFA, který hodnotil účast jednotlivých týmu v evropských šampionátech v letech 2004/05 - 2008/09:
- země z míst 1 - 6: 3 týmy
- země z míst 7 - 9: 4 týmy
- země z míst 10 - 51: 3 týmy (kromě Lichtenštejnska- jeden tým)
- země z míst 52 - 53: 2 týmy
- navíc 1 tým pro země z třech prvních míst soutěže UEFA Fair Play 2009/10
- 33 týmy poražené v Lize mistrů

## Účastnická místa
Vítěz Evropské Ligy UEFA 2009/2010 Atlético Madrid měl zajištěný přímý postup do skupinové fáze. Kvůli nedostačujícímu výsledku v domácí lize nezajistil si práva účastí v Lize Mistrů. Účast v Evropské Lize si zajistil také díky účastí ve finále španělského ligového poháru Copa del Rey 2009/10 (postup do 3. předkola). Díky přímému postupu Atlética do skupinové fáze vzniklo jedno neobsazené místo pro tým ve 3. kvalifikačním kole. Tato situace byla vyřešena následujícím způsobem: vítěz domácího poháru země 28 (Finsko) postoupil automaticky z 2. do 3. předkola, a vítězové domácích pohárů zemí 52 a 53 (Malta a San Marino) postoupili automaticky z 1. předkola do 2. předkola.
|                          | Týmy soutěžící v této fázi | Týmy které postoupily z předešlé fáze                   | Týmy poražené v Lize Mistrů                        |
| ------------------------ | --- | ------------------------------------------------------- | -------------------------------------------------- |
| 1. předkolo (52 týmů)    | - 20 účastníků poražených ve finále domácího poháru zemí 33–53 (kromě Lichtenštejnska) - 29 týmů z třetího místa v domácí lize zemí 22–51 (kromě Lichtenštejnska) - 3 týmy z prvních třech míst rankingu Fair Play UEFA                                                                                           |                                                         |                                                    |
| 2. předkolo (80 týmů)    | - 25 vítězů domácího poháru zemí 29–53 - 14 týmů z druhého místa v domácí lize zemí 19–32 - 6 týmů z třetího místa v domácí lize zemí 16–21 - 6 týmů z čtvrtého místa v domácí lize zemí 10–15 - 3 týmy z pátého místa v domácí lize zemí 7–9                                                                     | - 26 vítězů 1. předkola                                 |                                                    |
| 3. předkolo (70 týmů)    | - 13 vítězů domácího poháru zemí 16–28 - 3 týmy z druhého místa v domácí lize zemí 16–18 - 6 týmů z třetího místa v domácí lize zemí 10–15 - 3 týmy z čtvrtého místa v domácí lize zemí 7–9 - 3 týmy z pátého místa v domácí lize zemí 4–6 - 2 týmy z pátého místa v domácí lize zemí 1-3 (kromě Atlético Madrid) | - 40 vítězných týmů z 2. předkola                       |                                                    |
| 4.předkolo (74 týmů)     | - 15 vítězů domácího poháru zemí 1–15 - 3 týmy z třetího místa v domácí lize zemí 7–9 - 3 týmy z čtvrtého místa v domácí lize zemí 4–6 - 3 týmy z pátého místa v domácí lize zemí 1–3 | - 35 vítězných týmů z 3. předkola                       | - 15 poražených v 3. předkole Ligy mistrů          |
| Skupinová fáze (48 týmů) | - Obhajce titulu (Atlético Madrid) | - 37 vítězů 4.předkola                                  | - 10 poražených v play-off Ligy Mistrů             |
| Play - off (32 týmů)     | | - 12 vítězů skupin - 12 týmů z druhého místa ve skupině | - 8 týmů z třetího místa ve skupinach Ligy mistrů. |

## Termíny
Rozlosování probíhala v Nyonu ve Švycarsku, sídle UEFA.
| Fáze           | Kolo         | Termín losu             | První zápas                              | Odveta                                   |
| -------------- | ------------ | ----------------------- | ---------------------------------------- | ---------------------------------------- |
| Předkola       | 1. předkolo  | 21. června 2010         | 1. července 2010                         | 8. července 2010                         |
| Předkola       | 2.předkolo   | 21. června 2010         | 15. července 2010                        | 22. července 2010                        |
| Předkola       | 3. předkolo  | 16. července 2010       | 29. července 2010                        | 5. srpna 2010                            |
| Předkola       | 4. předkolo  | 6. srpna 2010           | 19. srpna 2010                           | 26. srpna 2010                           |
| Skupinová fáze | 1. hrací den | 27. srpna 2010 (Monako) | 16. září 2010                            | 16. září 2010                            |
| Skupinová fáze | 2. hrací den | 27. srpna 2010 (Monako) | 30. září 2010                            | 30. září 2010                            |
| Skupinová fáze | 3. hrací den | 27. srpna 2010 (Monako) | 21. října 2010                           | 21. října 2010                           |
| Skupinová fáze | 4. hrací den | 27. srpna 2010 (Monako) | 4. listopadu 2010                        | 4. listopadu 2010                        |
| Skupinová fáze | 5. hrací den | 27. srpna 2010 (Monako) | 1–2. prosince 2010                       | 1–2. prosince 2010                       |
| Skupinová fáze | 6. hrací den | 27. srpna 2010 (Monako) | 15–16. prosince 2010                     | 15–16. prosince 2010                     |
| Play-off       | předkolo     | 17. prosince 2010       | 17. února 2011                           | 24. února 2011                           |
| Play-off       | osmifinále   | 17. prosince 2010       | 10. března 2011                          | 17. března 2011                          |
| Play-off       | čtvrtfinále  | 18. března 2011         | 7. dubna 2011                            | 14. dubna 2011                           |
| Play-off       | semifinále   | 18. března 2011         | 28. dubna 2011                           | 5. května 2011                           |
| Play-off       | finále       | 18. března 2011         | 18. května 2011 na Aviva Stadium, Dublin | 18. května 2011 na Aviva Stadium, Dublin |

## Předkola

### 1. předkolo
Rozlosování proběhlo 21. června 2010 ve švýcarském Nyonu. První zápasy se odehrály 1. července 2010 a odvety 8. července 2010. V tabulce jsou uvedeny výsledky zápasu, v závorkách důvod účastí v kvalifikační fázi. Jednotlivé zkrátky znamenají: 

- VP - vítěz domácího poháru
- PP - poražený ve finále domácího poháru
- P-N - umístění v domácím play-off o postup do Evropské ligy
- N - umístění v ligové tabulce v sezoně 2009/10
- FP - Fair Play UEFA
- A - vítěz předchozího předkola této edice
- LM3 - vyřazený v 3. předkole Ligy mistrů UEFA

| Domácí v 1. zápase       | Celkem | Hosté v 1. zápase        | 1. zápas | 2. zápas     |
| ------------------------ | ------ | ------------------------ | -------- | ------------ |
| UE Santa Coloma (2)      | 0-5    | FK Mogren (3)            | 0-3      | 0-2          |
| Olimpija (3)             | 0-5    | NK Široki Brijeg (2)     | 0-2      | 0-3          |
| Anorthosis Famagusta (3) | 4-0    | FC Bananc Jerevan (PP)   | 3-0      | 1-0          |
| FC Olimpia Bălţi (4)     | 1-1    | FK Xəzər Lənkəran (4)    | 0-0      | 1-1          |
| HNK Šibenik (4)          | 3-0    | Sliema Wanderers (3)     | 0-0      | 3-0          |
| Tobol Kostanaj (2)       | 2-4    | HŠK Zrinjski Mostar (4)  | 1-2      | 1-2          |
| Ulisses Jerevan (3)      | 0-1    | Bnei Yehuda (PP)         | 0-0      | 0-1          |
| FK Rabotnički (2)        | 11-0   | FC Lusitanos (4)         | 5-0      | 6-0          |
| Dinamo Tirana(3)         | 1-0    | Zalaegerszegi TE (PP)    | 0-0      | 1-0 (prodl.) |
| FC Zestafoni (3)         | 5-0    | SC Faetano (3)           | 5-0      | 0-0          |
| NSÍ Runavík (4)          | 1-4    | Gefle IF (FP)            | 0-2      | 1-2          |
| Torpedo Žodzina (PP)     | 6-1    | Fylkir (3)               | 3-0      | 3-1          |
| Randers FC (FP)          | 7-3    | F91 Dudelange (2)        | 6-1      | 1-2          |
| Portadown FC (PP)        | 2-1    | Skonto Riga (3)          | 1-1      | 1-0          |
| Turun Palloseura (3)     | 7-1    | Port Talbot Town (3)     | 3-1      | 4-0          |
| KR Reykjavík (2)         | 5-2    | Glentoran FC (3)         | 3-0      | 2-2          |
| CS Grevenmacher (3)      | 4-5    | Dundalk FC (5) pozn1     | 3-3      | 1-2          |
| FF Kalmar (4)            | 4-0    | EB/Streymur (2)          | 1-0      | 3-0          |
| Llanelli AFC (2)         | 4-5    | Tauras Tauragé (5) pozn2 | 2-2      | 2-3          |
| Narva JK Trans (3)       | 0-7    | MYPA (FP)                | 0-2      | 0-5          |
| FK Zeta (4)              | 1-1    | FC Dacia Kišiněv (PP)    | 1-1      | 0-0          |
| KS Besëlidhja Lezhë (4)  | 2-8    | FK Dněpr Mohylev (3)     | 1-1      | 1-7          |
| Šachter Karaganda (3)    | 1-3    | Ruch Chorzów (3)         | 1-2      | 0-1          |
| FC Dinamo Tbilisi (2)    | 2-1    | FC Flora Tallinn (PP)    | 2-1      | 0-0          |
| FC Nitra (4)             | 3-5    | Győri ETO FC (3)         | 2-2      | 1-3          |
| Qarabağ FK (3)           | 5-2    | FK Metalurg Skopje (3)   | 4-1      | 1-1          |

### 2. předkolo
První zápasy se odehrály 15. července, a odvety 22. a 23. července 2010.
| Domácí v 1. zápase        | Celkem | Hosté v 1. zápase         | 1. zápas | 2. zápas     |
| ------------------------- | ------ | ------------------------- | -------- | ------------ |
| Cercle Brugge KSV (PP)    | 2–2    | TPS (A)                   | 0–1      | 2–1          |
| Motherwell FC (5)         | 2–0    | Breiðablik Kópavogur (VP) | 1–0      | 1–0          |
| Anorthosis Famagusta (A)  | 3–2    | Šibenik (A)               | 0–2      | 3–0 (prodl.) |
| FC Lausanne-Sport (PP)    | 2–1    | Borac Banja Luka (VP)     | 1–0      | 1–1          |
| FK Šiauliai (4) pozn2     | 0–7    | Wisla Krakov (2)          | 0–2      | 0–5          |
| Kalmar FF (A)             | 2–0    | Dacia Kišiněv (A)         | 0–0      | 2–0          |
| FC Utrecht (P-1)          | 5–1    | Dinamo Tirana (A)         | 4–0      | 1–1          |
| ND Gorica (3)             | 1–4    | Randers FC (A)            | 0–3      | 1–1          |
| CS Marítimo (5)           | 6–4    | Sporting Fingal (VP)      | 3–2      | 3–2          |
| FK Sūduva Marijampolė (3) | 2–6    | Rapid Vídeň (2)           | 0–2      | 2–4          |
| FK Ventspils (2)          | 1–3    | FK Teteks (VP)            | 0–0      | 1–3          |
| OFK Bělehrad (3)          | 3–2    | FK Torpedo Žodzina (A)    | 2–2      | 1–0          |
| FC Olimpia Bălţi (A)      | 1–7    | FC Dinamo București (6)   | 0–2      | 1–5          |
| MYPA (A)                  | 8–0    | UE Sant Julià (VP)        | 3–0      | 5–0          |
| Videoton (2)              | 1–3    | NK Maribor (VP)           | 1–1      | 0–2          |
| Brøndby IF (3)            | 3–0    | FC Vaduz (VP)             | 3–0      | 0–0          |
| Stabæk Fotball (3)        | 3–3    | FK Dněpr Mohylev (A)      | 2–2      | 1–1          |
| Shamrock Rovers (2)       | 2–1    | Bnei Yehuda (A)           | 1–1      | 1–0          |
| IF Elfsborg (3)           | 3–1    | Iskra-Stal (2)            | 2–1      | 1–0          |
| KR Reykjavík (A)          | 2–6    | FK Karpaty Lvov (5)       | 0–3      | 2–3          |
| Maccabi Tel Aviv (3)      | 3–2    | FK Mogren (A)             | 2–0      | 1–2          |
| Austria Vídeň (2)         | 3–2    | Široki Brijeg (A)         | 2–2      | 1–0          |
| Tauras Tauragė (A)        | 1–6    | APOEL (2)                 | 0–3      | 1–3          |
| Molde FK (2)              | 2–2    | FK Jelgava (VP)           | 1–0      | 1–2          |
| FC Zestafoni (A)          | 3–1    | Dukla Banská Bystrica (3) | 3–0      | 0–1          |
| FC Honka (A)              | 2–3    | Bangor City (VP)          | 1–1      | 1–2          |
| Levski Sofia (3)          | 8–0    | Dundalk FC (A)            | 6–0      | 2–0          |
| WIT Georgia (VP)          | 0–6    | Baník Ostrava (3)         | 0–6      | 0–0          |
| FK Rabotnički (A)         | 1–0    | FC MIKA Jerevan (2)       | 1–0      | 0–0          |
| Atyrau (VP)               | 0–5    | Győri ETO (A)             | 0–3      | 0–2          |
| Portadown(A)              | 2–3    | Qarabağ FK (A)            | 1–2      | 1–1          |
| Beşiktaş (4)              | 7–0    | Víkingur Gøta (VP)        | 3–0      | 4–0          |
| Differdange (VP)          | 3–5    | Spartak Zlatibor Voda (4) | 3–3      | 0–2          |
| Dinamo Minsk (2)          | 10–1   | Sillamäe Kalev (2)        | 5–1      | 5–0          |
| Valletta FC (VP)          | 1–1    | Ruch Chorzów (A)          | 1–1      | 0–0          |
| FK Baku (VP)              | 2–4    | Budućnost Podgorica (2)   | 0–3      | 2–1          |
| HŠK Zrinjski Mostar (A)   | 13–3   | SP Tre Penne (2)          | 4–1      | 9–2          |
| Gefle (A)                 | 2–4    | Dinamo Tbilisi (A)        | 1–2      | 1–2          |
| Cliftonville (2)          | 1–0    | HNK Cibalia (3)           | 1–0      | 0–0          |
| Besa Kavajë (VP)          | 1–11   | Olympiakos Pireus (P-4)   | 0–5      | 1–6          |

### 3. předkolo
První zápasy se odehrály 29. července (jeden zápas 27. července), odvety 5. srpna 2010 (jeden zápas 3. srpna).
| Domácí v 1. zápase         | Celkem         | Hosté v 1. zápase            | 1. zápas | 2. zápas |
| -------------------------- | -------------- | ---------------------------- | -------- | -------- |
| Odense (2)                 | 5-3            | Zrinjski (A)                 | 5-3      | 0-0      |
| FK Dněpr Mohylev (A)       | 3-1            | Baník Ostrava (A)            | 1-0      | 2-1      |
| FK Rabotnički (A)          | 0-4            | Liverpool (7) pozn3          | 0-2      | 0-2      |
| Marítimo (A)               | 10-3           | Bangor City (A)              | 8-2      | 2-1      |
| Beroe Stara Zagora (VP)    | 1-4            | Rapid Vídeň (A)              | 1-1      | 0-3      |
| MYPA (A)                   | 4-5            | FC Politehnica Timișoara (5) | 1-2      | 3-3      |
| PFK CSKA Sofia (2)         | 5-1            | Cliftonville (A)             | 3-0      | 2-1      |
| FK Karpaty Lvov (A)        | 2-0            | FC Zestafoni (A)             | 1-0      | 1-0      |
| Shamrock Rovers (A)        | 0-3            | Juventus (7)                 | 0-2      | 0-1      |
| IF Elfsborg (A)            | 7-1            | Teteks (A)                   | 5-0      | 2-1      |
| Nordsjælland (VP)          | 1-3            | Sporting CP (4)              | 0-1      | 1-2      |
| Maribor (A)                | 6-2            | Hibernian (4)                | 3-0      | 3-2      |
| FK Crvena zvezda (VP)      | 2-3            | Slovan Bratislava (VP)       | 1-2      | 1-1      |
| Inter Turku (A)            | 3-8            | Genk (P-1)                   | 1-5      | 2-3      |
| Ruch Chorzów (A)           | 1-6            | Austria Wien (A)             | 1-3      | 0-3      |
| Viktoria Plzeň (VP)        | 1-4            | Beşiktaş (A)                 | 1-1      | 0-3      |
| Olympiakos Pireus (A)      | 2-2            | Maccabi Tel Aviv (2)         | 2-1      | 0-1      |
| Wisla Krakov (A)           | 2-4            | Qarabağ FK (A)               | 0-1      | 2-3      |
| Sturm Graz (VP)            | 3-1            | Dinamo Tbilisi (A)           | 2-0      | 1-1      |
| Cercle Brugge KSV (A)      | 2-3            | Anorthosis Famagusta (A)     | 1-0      | 1-3      |
| Budućnost Podgorica (A)    | 1-3            | Brøndby IF (A)               | 1-2      | 0-1      |
| Molde (A)                  | 4-5            | VfB Stuttgart (6)            | 2-3      | 2-2      |
| Makabi Haifa FC (2)        | 2-3            | Dynamo Minsk (A)             | 1-0      | 1-3      |
| Utrecht (5)                | 4-1            | FC Luzern (4)                | 1-0      | 3-1      |
| Sibir Novosibirsk (PP)     | 2-2            | Apollon Limassol (A)         | 1–0      | 1-2      |
| Randers (A)                | 3-4            | FC Lausanne-Sport (A)        | 2-3      | 1-1      |
| FC Dinamo București (A)    | 3-4            | Hajduk Split (VP)            | 3-1      | 0-3      |
| AZ Alkmaar (5)             | 2-1            | IFK Göteborg (2)             | 2-0      | 0-1      |
| Spartak Zlatibor Voda (A)  | 2-3            | FK Dněpr Dněpropetrovsk (4)  | 2-1      | 0-2      |
| Győri ETO (A)              | 1-1 (4–3 pen.) | Montpellier (5)              | 0-1      | 1-0      |
| Aalesund (VP)              | 1-4            | Motherwell FC (A)            | 1-1      | 0-3      |
| Kalmar FF (A)              | 3-6            | Levski Sofia (A)             | 1-1      | 2-5      |
| Galatasaray (3)            | 7-3            | OFK Bělehrad (A)             | 2-2      | 5-1      |
| Jagiellonia Białystok (VP) | 3-4            | Aris Soluň (P-3)             | 1-2      | 2-2      |
| APOEL (A)                  | 4-1            | FK Baumit Jablonec (2)       | 1-0      | 3-1      |

### 4.předkolo
Rozlosování 4. předkola proběhlo 6. srpna 2010, první zápasy se odehrály 19. srpna (dva 17. srpna), odvety 26. srpna (jeden zápas 24. srpna) 2010.
| Domácí v 1. zápase           | Celkem         | Hosté v 1. zápase           | 1. zápas | 2. zápas     |
| ---------------------------- | -------------- | --------------------------- | -------- | ------------ |
| Paris Saint-Germain (VP)     | 5-4            | Maccabi Tel Aviv (A)        | 2-0      | 3-4          |
| Bayer 04 Leverkusen (4)      | 6-1            | Tavrija Simferopol (VP)     | 3-0      | 3-1          |
| CSKA Moskva (5)              | 6-1            | Anorthosis Famagusta (A)    | 4-0      | 2-1          |
| Hajduk Split (A)             | 5-2            | Unirea Urziceni (LM3)       | 4-1      | 1-1          |
| Feyenoord Rotterdam (4)      | 1-2            | Gent (LM3)                  | 1-0      | 0-2          |
| Genk (A)                     | 2-7            | Porto (VP)                  | 0-3      | 2-4          |
| Debrecen (LM3)               | 4-1            | Litex Loveč (LM3)           | 2-0      | 2-1          |
| Aris Soluň (A)               | 2-1            | Austria Wien (A)            | 1-0      | 1-1          |
| Galatasaray (A)              | 3-3            | FK Karpaty Lvov (A)         | 2-2      | 1-1          |
| Palermo (5)                  | 5-3            | Maribor (A)                 | 3-0      | 2-3          |
| Club Brugge (3)              | 5-3            | Dynamo Minsk (A)            | 2-1      | 3-2          |
| Omonia (LM3)                 | 2-3            | FK Metalist Charkov (3)     | 0-1      | 2-2          |
| Vaslui (3)                   | 0-2            | Lille (4)                   | 0-0      | 0-2          |
| SSC Neapol (6)               | 3-0            | Elfsborg (A)                | 1-0      | 2-0          |
| Sporting CP (A)              | 3-2            | Brøndby IF (A)              | 0-2      | 3-0          |
| FC Steaua București (4)      | 1-1 (4–3 pen.) | Grasshopper Club Zürich (3) | 1-0      | 0-1 (prodl.) |
| Liverpool (A)                | 3-1            | Trabzonspor (VP)            | 1-0      | 2-1          |
| Celtic (LM3)                 | 2-4            | Utrecht (A)                 | 2-0      | 0-4          |
| Borussia Dortmund (5)        | 5-0            | Qarabağ FK (A)              | 4-0      | 1-0          |
| AIK Stockholm (LM3)          | 1-2            | Levski Sofia (A)            | 0-0      | 1-2          |
| Sturm Graz (A)               | 1-3            | Juventus (A)                | 1-2      | 0-1          |
| Getafe (6)                   | 2-1            | APOEL (A)                   | 1-0      | 1-1 (prodl.) |
| Dundee United (VP)           | 1-2            | AEK Athény (P-2)            | 0-1      | 1-1          |
| AZ Alkmaar (A)               | 3-2            | FK Aktobe (LM3)             | 2-0      | 1-2          |
| FK Dněpr Dněpropetrovsk (A)  | 0-1            | Lech Poznań (LM3)           | 0-1      | 0-0          |
| Rapid Vídeň (A)              | 4-3            | Aston Villa (6)             | 1-1      | 3-2          |
| PFK CSKA Sofia (A)           | 5-2            | The New Saints (LM3)        | 3-0      | 2-2          |
| Beşiktaş (A)                 | 6-0            | HJK Helsinki (LM3)          | 2-0      | 4-0          |
| Slovan Bratislava (A)        | 2-3            | Stuttgart (A)               | 0-1      | 2-2          |
| Sibir Novosibirsk (A)        | 1-5            | PSV Eindhoven (3)           | 1-0      | 0-5          |
| FK BATE Borisov (LM3)        | 5-1            | Marítimo (A)                | 3-0      | 2-1          |
| FC Lausanne-Sport (A)        | 2-2 (4–3 pen.) | Lokomotiv Moskva (4)        | 1-1      | 1-1(prodl.)  |
| Győri ETO (A)                | 1-4            | GNK Dinamo Zagreb (LM3)     | 0-2      | 1-2          |
| Odense BK (A)                | 3-1            | Motherwell FC (A)           | 2-1      | 1-0          |
| PAOK (LM3)                   | 2-1            | Fenerbahçe SK (LM3)         | 1-0      | 1-1(prodl.)  |
| Villarreal (7) pozn4         | 7-1            | FK Dněpr Mohylev (A)        | 5-0      | 2-1          |
| FC Politehnica Timișoara (A) | 0-3            | Manchester City (5)         | 0-1      | 0-2          |

- pozn1: Týmy z 3. a 4. místa domácí ligy: Cork City a Derry City, byly během sezony diskvalifikovane, a proto do 1. předkola z 5. místa domácí ligy postoupil Dundalk.
- pozn2: Tým Vėtra, nedostal licenci UEFA na hru v Evropské lize, i když mohl postoupit díky vicemistrovství v domácí lize, a účasti ve finále domácího poháru.V důsledku toho všechny místa pro litevské týmy byly příznané na základě ligové pozice. Šiauliai (4. místo) postoupil automaticky z 1. předkola do 2. předkola, a pátý v lize Tauras Tauragė postoupil do 1. předkola .
- pozn3: Portsmouth, poražený ve finále domácího poháru týmem Chelsea, nedostal licenci UEFA která opravňuje hrát v Evropské lize. Navzdory odvolání Portsmouth do UEFA, Premier League a anglické Fotbalové Asociacii, licence nebyla příznana. V důsledku toho do třetího předkola postoupil tým z 7. místa Premier League - Liverpool FC .
- pozn4: Kvůli zadlužení klubu Mallorca (pátý v domácí lize), nedostala licenci UEFA a nemohla se účastnit Evropské ligy. V důsledku toho do 4. předkola postoupil tým ze 7. místa domácí ligy: Villarreal CF.

## Skupinová fáze
Los základních skupin se uskutečnil 27. srpna v Monaku. Zápasy probíhaly 16. září, 30. září, 21. října, 4. listopadu, 1. a 2. prosince, 15. a 16. prosince 2010. 

Do skupinové fáze postoupily týmy, které byly vyřazené v play-off (4. předkole) Ligy mistrů, a obhájce titulu - Atlético Madrid.
| Atlético Madrid      | RSC Anderlecht | Rosenborg BK    | FK Zenit Sankt-Petěrburg |
| FC Red Bull Salzburg | Sevilla        | AC Sparta Praha | FK Dynamo Kyjev          |
| FC Sheriff Tiraspol  | UC Sampdoria   | BSC Young Boys  |                          |

| Vysvětlivky k barevným označením tabulek |
| ---------------------------------------- |
| Postup do play-off                       |

### Skupina A
| # | Klub               | Z | V | R | P | GV | GO | GR | B  |
| 1 | Manchester City FC | 6 | 3 | 2 | 1 | 11 | 6  | +5 | 11 |
| 2 | Lech Poznań        | 6 | 3 | 2 | 1 | 11 | 8  | +3 | 11 |
| 3 | Juventus FC        | 6 | 0 | 6 | 0 | 7  | 7  | 0  | 6  |
| 4 | Red Bull Salzburg  | 6 | 0 | 2 | 4 | 1  | 9  | -8 | 2  |

| Domácí             | Výsledek | Hosté              |
| ------------------ | -------- | ------------------ |
| Juventus FC        | 1 - 1    | Manchester City FC |
| Red Bull Salzburg  | 0 - 1    | Lech Poznań        |
| Lech Poznań        | 1 - 1    | Juventus FC        |
| Manchester City FC | 3 - 0    | Red Bull Salzburg  |
| Manchester City FC | 3 - 1    | Lech Poznań        |
| Juventus FC        | 1 - 1    | Red Bull Salzburg  |
| Lech Poznań        | 3 - 1    | Manchester City FC |
| Red Bull Salzburg  | 1 - 1    | Juventus FC        |
| Manchester City FC | 1 - 1    | Juventus FC        |
| Lech Poznań        | 2 - 0    | Red Bull Salzburg  |
| Juventus FC        | 3 - 3    | Lech Poznań        |
| Red Bull Salzburg  | 0 - 2    | Manchester City FC |

### Skupina B
| # | Klub                | Z | V | R | P | GV | GO | GR  | B  |
| 1 | Bayer 04 Leverkusen | 6 | 3 | 3 | 0 | 8  | 2  | +6  | 12 |
| 2 | Aris Soluň          | 6 | 3 | 1 | 2 | 7  | 5  | +2  | 10 |
| 3 | Atlético Madrid     | 6 | 2 | 2 | 2 | 9  | 7  | +2  | 8  |
| 4 | Rosenborg           | 6 | 1 | 0 | 5 | 3  | 13 | -10 | 3  |

| Domácí              | Výsledek | Hosté               |
| ------------------- | -------- | ------------------- |
| Atlético Madrid     | 1 - 1    | Bayer 04 Leverkusen |
| Rosenborg           | 2 - 1    | Aris Soluň          |
| Aris Soluň          | 1 - 0    | Atlético Madrid     |
| Bayer 04 Leverkusen | 4 - 0    | Rosenborg           |
| Bayer 04 Leverkusen | 1 - 0    | Aris Soluň          |
| Atlético Madrid     | 3 - 0    | Rosenborg           |
| Aris Soluň          | 0 - 0    | Bayer 04 Leverkusen |
| Rosenborg           | 1 - 2    | Atlético Madrid     |
| Bayer 04 Leverkusen | 1 - 1    | Atlético Madrid     |
| Aris Soluň          | 2 - 0    | Rosenborg           |
| Atlético Madrid     | 2 - 3    | Aris Soluň          |
| Rosenborg           | 0 - 1    | Bayer 04 Leverkusen |

### Skupina C
| # | Klub         | Z | V | R | P | GV | GO | GR | B  |
| 1 | Sporting CP  | 6 | 4 | 0 | 2 | 14 | 6  | +8 | 12 |
| 2 | Lille        | 6 | 2 | 2 | 2 | 8  | 6  | +2 | 8  |
| 3 | Gent         | 6 | 2 | 1 | 3 | 8  | 13 | -5 | 7  |
| 4 | Levski Sofia | 6 | 1 | 1 | 3 | 6  | 11 | -5 | 7  |

| Domácí       | Výsledek | Hosté        |
| ------------ | -------- | ------------ |
| Sporting CP  | 1 - 0    | Lille        |
| Levski Sofia | 3 - 2    | Gent         |
| Gent         | 3 - 1    | Sporting CP  |
| Lille        | 1 - 0    | Levski Sofia |
| Lille        | 3 - 0    | Gent         |
| Sporting CP  | 5 - 0    | Levski Sofia |
| Gent         | 1 - 1    | Lille        |
| Levski Sofia | 1 - 0    | Sporting CP  |
| Lille        | 1 - 2    | Sporting CP  |
| Gent         | 1 - 0    | Levski Sofia |
| Sporting CP  | 5 - 1    | Gent         |
| Levski Sofia | 2 - 2    | Lille        |

### Skupina D
| # | Klub              | Z | V | R | P | GV | GO | GR | B  |
| 1 | Villarreal        | 6 | 4 | 0 | 2 | 8  | 5  | +3 | 12 |
| 2 | PAOK              | 6 | 3 | 2 | 1 | 5  | 3  | +2 | 11 |
| 3 | GNK Dinamo Zagreb | 6 | 2 | 1 | 3 | 4  | 5  | -1 | 7  |
| 4 | Club Brugge       | 6 | 0 | 3 | 3 | 4  | 8  | -4 | 3  |

| Domácí            | Výsledek | Hosté             |
| ----------------- | -------- | ----------------- |
| Villarreal        | 2 - 1    | Club Brugge       |
| GNK Dinamo Zagreb | 0 - 1    | PAOK              |
| PAOK              | 1 - 0    | Villarreal        |
| Club Brugge       | 0 - 2    | GNK Dinamo Zagreb |
| Club Brugge       | 1 - 1    | PAOK              |
| Villarreal        | 3 - 0    | GNK Dinamo Zagreb |
| PAOK              | 1 - 1    | Club Brugge       |
| GNK Dinamo Zagreb | 2 - 0    | Villarreal        |
| Club Brugge       | 1 - 2    | Villarreal        |
| PAOK              | 1 - 0    | GNK Dinamo Zagreb |
| Villarreal        | 1 - 0    | PAOK              |
| GNK Dinamo Zagreb | 0 - 0    | Club Brugge       |

### Skupina E
| # | Klub             | Z | V | R | P | GV | GO | GR | B  |
| 1 | Dynamo Kyjev     | 6 | 3 | 2 | 1 | 10 | 6  | +4 | 11 |
| 2 | FK BATE Borisov  | 6 | 3 | 1 | 2 | 11 | 11 | 0  | 10 |
| 3 | AZ Alkmaar       | 6 | 2 | 1 | 3 | 8  | 10 | -2 | 7  |
| 4 | Sheriff Tiraspol | 6 | 1 | 2 | 3 | 5  | 7  | -2 | 5  |

| Domácí           | Výsledek | Hosté            |
| ---------------- | -------- | ---------------- |
| AZ Alkmaar       | 1 - 2    | Dynamo Kyjev     |
| FK BATE Borisov  | 3 - 1    | Sheriff Tiraspol |
| Sheriff Tiraspol | 1 - 1    | AZ Alkmaar       |
| Dynamo Kyjev     | 2 - 2    | FK BATE Borisov  |
| Dynamo Kyjev     | 0 - 0    | Sheriff Tiraspol |
| AZ Alkmaar       | 3 - 0    | FK BATE Borisov  |
| Sheriff Tiraspol | 2 - 0    | Dynamo Kyjev     |
| FK BATE Borisov  | 4 - 1    | AZ Alkmaar       |
| Dynamo Kyjev     | 2 - 0    | AZ Alkmaar       |
| Sheriff Tiraspol | 0 - 1    | FK BATE Borisov  |
| AZ Alkmaar       | 2 - 1    | Sheriff Tiraspol |
| FK BATE Borisov  | 1 - 4    | Dynamo Kyjev     |

### Skupina F
| # | Klub              | Z | V | R | P | GV | GO | GR  | B  |
| 1 | PFK CSKA Moskva   | 6 | 5 | 1 | 0 | 18 | 3  | +15 | 16 |
| 2 | AC Sparta Praha   | 6 | 2 | 3 | 1 | 12 | 12 | 0   | 9  |
| 3 | Palermo           | 6 | 2 | 1 | 3 | 7  | 11 | -4  | 7  |
| 4 | FC Lausanne-Sport | 6 | 0 | 1 | 5 | 5  | 16 | -11 | 1  |

| Domácí            | Výsledek | Hosté             |
| ----------------- | -------- | ----------------- |
| PFK CSKA Moskva   | 3 - 0    | Palermo           |
| AC Sparta Praha   | 3 - 3    | FC Lausanne-Sport |
| FC Lausanne-Sport | 0 - 3    | PFK CSKA Moskva   |
| Palermo           | 2 - 2    | AC Sparta Praha   |
| Palermo           | 1 - 0    | FC Lausanne-Sport |
| PFK CSKA Moskva   | 3 - 0    | AC Sparta Praha   |
| FC Lausanne-Sport | 0 - 1    | Palermo           |
| AC Sparta Praha   | 1 - 1    | PFK CSKA Moskva   |
| Palermo           | 0 - 3    | PFK CSKA Moskva   |
| FC Lausanne-Sport | 1 - 3    | AC Sparta Praha   |
| PFK CSKA Moskva   | 5 - 1    | FC Lausanne-Sport |
| AC Sparta Praha   | 3 - 2    | Palermo           |

### Skupina G
| # | Klub            | Z | V | R | P | GV | GO | GR  | B  |
| 1 | Zenit Petrohrad | 6 | 6 | 0 | 0 | 18 | 6  | +12 | 18 |
| 2 | RSC Anderlecht  | 6 | 2 | 1 | 3 | 8  | 8  | 0   | 7  |
| 3 | AEK Athény      | 6 | 2 | 1 | 3 | 9  | 13 | -4  | 7  |
| 4 | Hajduk Split    | 6 | 1 | 0 | 5 | 5  | 13 | -8  | 3  |

| Domácí          | Výsledek | Hosté           |
| --------------- | -------- | --------------- |
| Zenit Petrohrad | 3 - 1    | RSC Anderlecht  |
| AEK Athény      | 3 - 1    | Hajduk Split    |
| Hajduk Split    | 2 - 3    | Zenit Petrohrad |
| RSC Anderlecht  | 3 - 0    | AEK Athény      |
| RSC Anderlecht  | 2 - 0    | Hajduk Split    |
| Zenit Petrohrad | 4 - 2    | AEK Athény      |
| Hajduk Split    | 1 - 0    | RSC Anderlecht  |
| AEK Athény      | 0 - 3    | Zenit Petrohrad |
| RSC Anderlecht  | 1 - 3    | Zenit Petrohrad |
| Hajduk Split    | 1 - 3    | AEK Athény      |
| Zenit Petrohrad | 2 - 0    | Hajduk Split    |
| AEK Athény      | 1 - 1    | RSC Anderlecht  |

### Skupina H
| # | Klub       | Z | V | R | P | GV | GO | GR  | B  |
| 1 | Stuttgart  | 6 | 5 | 0 | 1 | 16 | 6  | +10 | 15 |
| 2 | Young Boys | 6 | 3 | 0 | 3 | 10 | 10 | 0   | 9  |
| 3 | Getafe     | 6 | 2 | 1 | 3 | 4  | 8  | -4  | 7  |
| 4 | Odense     | 6 | 1 | 1 | 4 | 8  | 14 | -6  | 4  |

| Domácí     | Výsledek | Hosté      |
| ---------- | -------- | ---------- |
| Stuttgart  | 1 - 0    | Getafe     |
| Odense     | 2 - 0    | Young Boys |
| Young Boys | 4 - 2    | Stuttgart  |
| Getafe     | 2 - 1    | Odense     |
| Getafe     | 1 - 0    | Young Boys |
| Stuttgart  | 5 - 1    | Odense     |
| Young Boys | 2 - 0    | Getafe     |
| Odense     | 1 - 2    | Stuttgart  |
| Getafe     | 0 - 3    | Stuttgart  |
| Young Boys | 4 - 2    | Odense     |
| Stuttgart  | 3 - 0    | Young Boys |
| Odense     | 1 - 1    | Getafe     |

### Skupina I
| # | Klub                | Z | V | R | P | GV | GO | GR | B  |
| 1 | PSV Eindhoven       | 6 | 4 | 2 | 0 | 10 | 3  | +7 | 14 |
| 2 | FK Metalist Charkov | 6 | 3 | 2 | 1 | 9  | 4  | +5 | 11 |
| 3 | UC Sampdoria        | 6 | 1 | 2 | 3 | 4  | 7  | -3 | 5  |
| 4 | Debrecen            | 6 | 1 | 0 | 5 | 4  | 13 | -9 | 3  |

| Domácí              | Výsledek | Hosté               |
| ------------------- | -------- | ------------------- |
| PSV Eindhoven       | 1 - 1    | UC Sampdoria        |
| FK Metalist Charkov | 2 - 1    | Debrecen            |
| Debrecen            | 1 - 2    | PSV Eindhoven       |
| UC Sampdoria        | 0 - 0    | FK Metalist Charkov |
| UC Sampdoria        | 1 - 0    | Debrecen            |
| PSV Eindhoven       | 0 - 0    | FK Metalist Charkov |
| Debrecen            | 2 - 0    | UC Sampdoria        |
| FK Metalist Charkov | 0 - 2    | PSV Eindhoven       |
| UC Sampdoria        | 1 - 2    | PSV Eindhoven       |
| Debrecen            | 0 - 5    | FK Metalist Charkov |
| PSV Eindhoven       | 3 - 0    | Debrecen            |
| FK Metalist Charkov | 2 - 1    | UC Sampdoria        |

### Skupina J
| # | Klub                | Z | V | R | P | GV | GO | GR  | B  |
| 1 | Paris Saint-Germain | 6 | 3 | 3 | 0 | 9  | 4  | +5  | 12 |
| 2 | Sevilla             | 6 | 3 | 1 | 2 | 10 | 7  | +3  | 10 |
| 3 | Borussia Dortmund   | 6 | 2 | 3 | 1 | 10 | 7  | +3  | 9  |
| 4 | FK Karpaty Lvov     | 6 | 0 | 1 | 5 | 4  | 15 | -11 | 1  |

| Domácí              | Výsledek | Hosté               |
| ------------------- | -------- | ------------------- |
| Sevilla             | 0 - 1    | Paris Saint-Germain |
| Borussia Dortmund   | 3 - 0    | FK Karpaty Lvov     |
| FK Karpaty Lvov     | 0 - 1    | Sevilla             |
| Paris Saint-Germain | 0 - 0    | Borussia Dortmund   |
| Paris Saint-Germain | 2 - 0    | FK Karpaty Lvov     |
| Sevilla             | 2 - 2    | Borussia Dortmund   |
| FK Karpaty Lvov     | 1 - 1    | Paris Saint-Germain |
| Borussia Dortmund   | 0 - 1    | Sevilla             |
| Paris Saint-Germain | 4 - 2    | Sevilla             |
| FK Karpaty Lvov     | 3 - 4    | Borussia Dortmund   |
| Sevilla             | 4 - 0    | FK Karpaty Lvov     |
| Borussia Dortmund   | 1 - 1    | Paris Saint-Germain |

### Skupina K
| # | Klub                | Z | V | R | P | GV | GO | GR | B  |
| 1 | Liverpool FC        | 6 | 2 | 4 | 0 | 8  | 3  | +5 | 10 |
| 2 | SSC Neapol          | 6 | 1 | 4 | 1 | 8  | 9  | -1 | 7  |
| 3 | FC Steaua București | 6 | 1 | 3 | 2 | 9  | 11 | -2 | 6  |
| 4 | Utrecht             | 6 | 0 | 5 | 1 | 5  | 7  | -2 | 5  |

| Domácí              | Výsledek | Hosté               |
| ------------------- | -------- | ------------------- |
| Liverpool FC        | 4 - 1    | FC Steaua București |
| SSC Neapol          | 0 - 0    | Utrecht             |
| Utrecht             | 0 - 0    | Liverpool FC        |
| FC Steaua București | 3 - 3    | SSC Neapol          |
| FC Steaua București | 3 - 1    | Utrecht             |
| Liverpool FC        | 3 - 1    | SSC Neapol          |
| Utrecht             | 1 - 1    | FC Steaua București |
| SSC Neapol          | 0 - 0    | Liverpool FC        |
| FC Steaua București | 1 - 1    | Liverpool FC        |
| Utrecht             | 3 - 3    | SSC Neapol          |
| Liverpool FC        | 0 - 0    | Utrecht             |
| SSC Neapol          | 1 - 0    | FC Steaua București |

### Skupina L
| # | Klub           | Z | V | R | P | GV | GO | GR  | B  |
| 1 | FC Porto       | 6 | 5 | 1 | 0 | 14 | 4  | +10 | 16 |
| 2 | Beşiktaş JK    | 6 | 4 | 1 | 1 | 9  | 6  | +3  | 13 |
| 3 | Rapid Vídeň    | 6 | 1 | 0 | 5 | 5  | 12 | -7  | 3  |
| 4 | PFK CSKA Sofia | 6 | 1 | 0 | 5 | 4  | 10 | -6  | 3  |

| Domácí         | Výsledek | Hosté          |
| -------------- | -------- | -------------- |
| FC Porto       | 1 - 1    | Beşiktaş JK    |
| PFK CSKA Sofia | 0 - 2    | Rapid Vídeň    |
| Rapid Vídeň    | 1 - 3    | FC Porto       |
| Beşiktaş JK    | 1 - 0    | PFK CSKA Sofia |
| Beşiktaş JK    | 2 - 0    | Rapid Vídeň    |
| FC Porto       | 3 - 1    | PFK CSKA Sofia |
| Rapid Vídeň    | 1 - 2    | Beşiktaş JK    |
| PFK CSKA Sofia | 0 - 1    | FC Porto       |
| Beşiktaş JK    | 1 - 3    | FC Porto       |
| Rapid Vídeň    | 1 - 2    | PFK CSKA Sofia |
| FC Porto       | 3 - 0    | Rapid Vídeň    |
| PFK CSKA Sofia | 1 - 2    | Beşiktaş JK    |

## Play-off
V této fázi se utkalo 32 týmů:
- 12 vítězů skupin - Manchester City FC, Bayer 04 Leverkusen, Sporting CP, Villarreal CF, FK Dynamo Kyjev, PFK CSKA Moskva, Zenit Petrohrad, VfB Stuttgart, PSV Eindhoven, Paris Saint-Germain FC, Liverpool FC, FC Porto
- 12 týmů z druhého místa ve skupině - Lech Poznań, Aris Soluň, Lille OSC, PAOK, FK BATE Borisov, AC Sparta Praha, RSC Anderlecht, BSC Young Boys, FK Metalist Charkov, Sevilla FC, SSC Neapol, Beşiktaş JK
- 8 týmů FC Twente, SL Benfica, Rangers FC, FK Rubin Kazaň, FC Basel 1893, FK Spartak Moskva, AFC Ajax, SC Braga z 3. místa ve skupinách skupinové fáze Ligy mistrů

### 2. kolo
Vítězové skupin Evropské ligy a 4 nejlepší týmy které postoupily z 3. místa skupin Ligy mistrů byly rozlosováné proti týmům z 2. míst ve skupinach Evropské ligy a zbývajicím týmům z 3. místa skupin Ligy mistrů. Týmy ze stejné země a stejné skupiny nemohly být rozlosováné proti sobě ve stejném zápasu.
| Domácí v 1. zápase  | Celkem | Hosté v 1. zápase      | 1. zápas | 2. zápas |
| ------------------- | ------ | ---------------------- | -------- | -------- |
| SSC Neapol          | 1–2    | Villarreal CF          | 0–0      | 1–2      |
| Rangers FC          | 3–3    | Sporting CP            | 1–1      | 2–2      |
| AC Sparta Praha     | 0–1    | Liverpool FC           | 0–0      | 0–1      |
| Anderlecht          | 0–5    | AFC Ajax               | 0–3      | 0–2      |
| Lech Poznań         | 1–2    | SC Braga               | 1–0      | 0–2      |
| Beşiktaş JK         | 1–8    | FK Dynamo Kyjev        | 1–4      | 0–4      |
| FC Basel 1893       | 3–4    | FK Spartak Moskva      | 2–3      | 1–1      |
| BSC Young Boys      | 3–4    | Zenit Petrohrad        | 2–1      | 1–3      |
| Aris Soluň          | 0–3    | Manchester City        | 0–0      | 0–3      |
| PAOK                | 1–2    | PFK CSKA Moskva        | 0–1      | 1–1      |
| Sevilla FC          | 2–2    | FC Porto               | 1–2      | 1–0      |
| FK Rubin Kazaň      | 2–4    | FC Twente              | 0–2      | 2–2      |
| Lille OSC           | 3–5    | PSV Eindhoven          | 2–2      | 1–3      |
| SL Benfica          | 4–1    | VfB Stuttgart          | 2–1      | 2–0      |
| FK BATE Borisov     | 2–2    | Paris Saint-Germain FC | 2–2      | 0–0      |
| FK Metalist Charkov | 0–6    | Bayer 04 Leverkusen    | 0–4      | 0–2      |

### Osmifinále
Od této fáze byly týmy rozlosované nezávisle na místě ve skupině a zemi z které pocházejí.
| Domácí v 1. zápase  | Celkem | Hosté v 1. zápase      | 1. zápas | 2. zápas |
| ------------------- | ------ | ---------------------- | -------- | -------- |
| SL Benfica          | 3–1    | Paris Saint-Germain FC | 2–1      | 1–1      |
| FK Dynamo Kyjev     | 2–1    | Manchester City        | 2–0      | 0–1      |
| FC Twente           | 3–2    | Zenit Petrohrad        | 3–0      | 0–2      |
| PFK CSKA Moskva     | 1–3    | FC Porto               | 0–1      | 1–2      |
| PSV Eindhoven       | 1–0    | Rangers FC             | 0–0      | 1–0      |
| Bayer 04 Leverkusen | 3–5    | Villarreal CF          | 2–3      | 1–2      |
| AFC Ajax            | 0–4    | FK Spartak Moskva      | 0–1      | 0–3      |
| SC Braga            | 1–0    | Liverpool FC           | 1–0      | 0–0      |

### Čtvrtfinále
| Domácí v 1. zápase | Celkem | Hosté v 1. zápase | 1. zápas | 2. zápas |
| ------------------ | ------ | ----------------- | -------- | -------- |
| FC Porto           | 10-3   | FK Spartak Moskva | 5-1      | 5-2      |
| SL Benfica         | 6-3    | PSV Eindhoven     | 4-1      | 2-2      |
| Villarreal CF      | 8-2    | FC Twente         | 5-1      | 3-1      |
| FK Dynamo Kyjev    | 1-1    | SC Braga          | 1-1      | 0-0      |

### Semifinále
| Domácí v 1. zápase | Celkem | Hosté v 1. zápase | 1. zápas | 2. zápas |
| ------------------ | ------ | ----------------- | -------- | -------- |
| SL Benfica         | 2-2    | SC Braga          | 2-1      | 0-1      |
| FC Porto           | 7-4    | Villarreal CF     | 5-1      | 2-3      |

### Finále
| 18. května 2011 19:45 IST |        |       |                                                                                    |
| FC Porto                  | 1 – 0  | Braga | Aviva Stadium, Dublin diváci: 44 391 rozhodčí: Carlos Velasco Carballo (Španělsko) |
| Radamel Falcao 44'        | Report |       | Aviva Stadium, Dublin diváci: 44 391 rozhodčí: Carlos Velasco Carballo (Španělsko) |

### Vítěz
| Evropská liga UEFA 2010/11 FC Porto Soupiska finále: Helton (B), Cristian Săpunaru, Rolando, Nicolás Otamendi, Álvaro Pereira, Fernando, Fredy Guarín, João Moutinho, Hulk, Silvestre Varela, Radamel Falcao Náhradníci: Beto (B), Maicon, Fernando Belluschi, Walter, James Rodríguez, Josef de Souza, Rúben Micael Trenér: André Villas-Boas |